# Korzkiew
Korzkiew is een dorp in de Poolse woiwodschap Klein-Polen. De plaats maakt deel uit van de gemeente Zielonki.

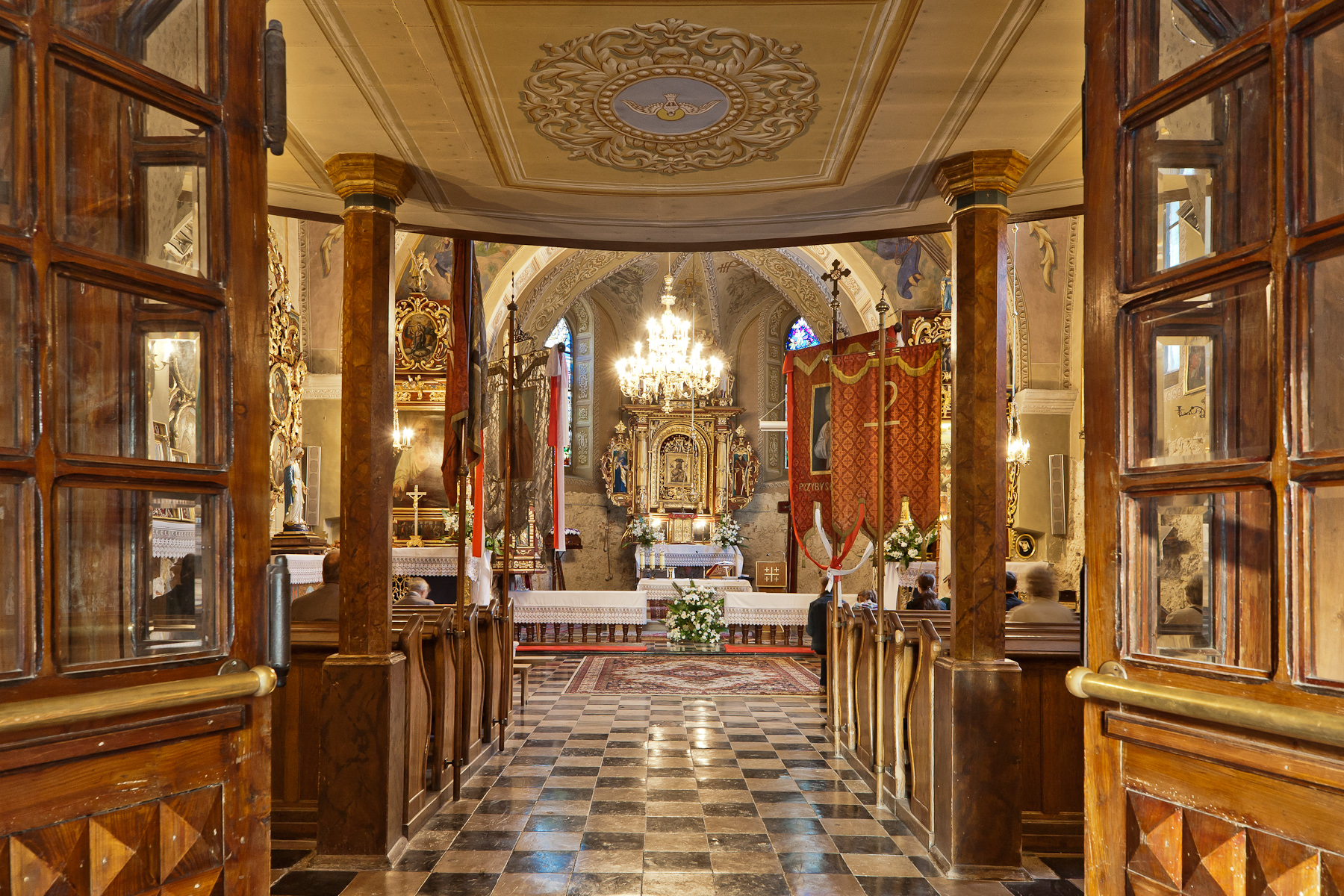
Interieur van de monumentale Johannes de Doperkerk in Korzkiew

## Geschiedenis
Het dorp Korzkiew heeft een rijke en gevarieerde geschiedenis die nauw verbonden is met het Korzkiew-kasteel. Dit kasteel, dat werd gebouwd in 1352 door Jan van het wapen Syrokomla als verdedigingswerk, speelde een centrale rol in de ontwikkeling van het dorp. Rondom het kasteel ontstond geleidelijk het dorp Korzkiew. Tegen het einde van de 14e eeuw kreeg Jan van Syrokomla de controle over nabijgelegen dorpen zoals Grębynice, Biały Kościół, Giebułtów en Rudno. In de 15e eeuw verkochten de erfgenamen van Jan van Syrokomla al hun bezittingen, waaronder het Korzkiew-kasteel.
In de 18e eeuw kwam het dorp in handen van de aristocratische familie Wodzicki. In 1630 werd in het dorp de kerk van de Geboorte van Johannes de Doper gebouwd, die tot op de dag van vandaag bewaard is gebleven.
Tijdens het Koninkrijk Polen was Korzkiew het administratieve centrum van de gemeente Korzkiew. Van 1975 tot 1998 maakte het dorp deel uit van het woiwodschap Krakau.
Het Korzkiew-kasteel maakte deel uit van de "Pad van de Adelaarsnesten" (Pools: Szlak Orlich Gniazd), een keten van middeleeuwse kastelen uit de 14e eeuw (regering van koning Casimir) die de noordwestelijke grens van koninklijk Krakau beschermde en zich uitstrekte tot Częstochowa.
Tijdens de Poolse Delingen werd Korzkiew in 1795 onderdeel van het Habsburgse rijk. In de jaren 1807-1815 behoorde het dorp tot het Hertogdom Warschau en van 1815 tot 1918 werd het onderdeel van Congres-Polen. Na het einde van de Eerste Wereldoorlog in 1918 werd Korzkiew opnieuw onderdeel van Polen, met een onderbreking tijdens de Duitse bezetting in de Tweede Wereldoorlog toen het deel uitmaakte van het Generalgouvernement.
Van 1975 tot 1998 maakte Korzkiew deel uit van het woiwodschap Krakau.
Op 31 oktober 2011 werd de Poolse acteur en regisseur Tadeusz Broś begraven op de lokale begraafplaats.